# Bertrand Kaï
Bertrand Kaï (Hienghène, 6 giugno 1983) è un calciatore neocaledoniano, attaccante dell'Hienghène Sport e della nazionale neocaledoniana, di cui detiene il record di presenze e gol.

## Carriera

### Club
Ha giocato per l'Hienghène dal 2007 al 2013, per poi passare al Magenta.
Dopo un anno al Gaitcha, nel 2015 torna all'Hienghène Sport con cui vince il campionato 2017 e la OFC Champions League 2019.

#### Nazionale
Ha esordito con la nazionale neocaledoniana nel 2008, mettendo a segno 20 reti in 31 partite.

## Palmarès

### Club

#### Competizioni nazionali
- Division d'Honneur (Nuova Caledonia): 2

Hienghène Sport: 2017, 2019
- Coupe de Nouvelle Calédonie: 1

Hienghène Sport: 2015

#### Competizioni internazionali
- OFC Champions League: 1

Hienghène Sport: 2019

### Individuale
- Calciatore dell'Oceania dell'anno: 1

2011